# 太杭高速动车组列车
太杭高速动车组列车是中国铁路运行于山西省省会太原市太原南站及浙江省省会杭州市杭州西站的高速动车组列车，途经山西省、河北省、山东省、江苏省、安徽省、浙江省六省，客运里程1401公里。其中太原南站至杭州西站运行8小时36分，使用车次为G1864/1861次；杭州西站至太原南站运行8小时29分，使用车次为G1862/1863次。

## 历史
2018年7月1日，原郑州东~杭州东G1864/1861、G1862/1863次列车运行区段调整为太原南~杭州东。
2022年10月11日，配合杭州西站启用，本对列车调整至杭州西站始发终到。

## 使用列车
本对列车使用配属于上海局集团杭州西动车运用所的CR400BF-Z，重联运行。